# Шумейко, Авксентий Андреевич
 Авксе́нтий Андре́евич Шуме́йко  (1 января 1908, Стретенка, Иманский район — 10 июня 1944, Всеволожский район, Ленинградская область) — заместитель командира 12-го бомбардировочного авиационного полка (334-я бомбардировочная авиационная дивизия, 13-я воздушная армия, Ленинградский фронт), майор. Герой Советского Союза.

## Биография

### Ранние годы
Родился в крестьянской семье. Украинец.
В 1919—1922 годах, будучи воспитанником партизанского отряда, участвовал в гражданской войне на Дальнем Востоке. После Гражданской войны работал в органах ВЧК на станции Иман, шахтёром и токарем в Уссурийске. Окончил рабфак. В 1929—1935 года служил в Красной Армии. В 1929 году участвовал в вооружённом конфликте с китайскими войсками на Китайско-Восточной железной дороге. В 1933 году окончил Ейскую военно-авиационную школу лётчиков. С 1935 года был пилотом Гражданского воздушного флота. В 1939—1940 годах — пилот Магаданского авиаотряда Дальстроя.

### Великая Отечественная война
В 1941 году вновь призван в Красную Армию. Прошёл переобучение на Омском авиационном заводе на новый пикирующий бомбардировщик Ту-2. Воевал в составе 12-го бомбардировочного авиаполка на Северо-Кавказском, затем на Калининском, Ленинградском фронтах.
За отличное выполнение боевых заданий в августе 1943 года на Калининском фронте командир эскадрильи 12-го бомбардировочного авиаполка Шумейко награждён орденом Красного Знамени.
В июне 1944 года, участвуя в боевых действиях в составе 334-й бомбардировочной авиадивизии на Ленинградском фронте, произвёл 2 успешных боевых вылета — 9 июня боевое задание по бомбардировке товарной железнодорожной станции Выборг было выполнено на отлично.

### Смерть
10 июня 1944 года, при выполнении задания по бомбардировке узла сопротивления в районе Малое Калелово — Большое Калелово (цель № 17) из-за сильного обстрела зенитной артиллерией самолёт майора Шумейко неоднократно заходил на цель и уничтожал противника. Несмотря на сильный артиллерийский обстрел, экипаж Шумейко сбросил бомбовой груз в цель. Над целью в зоне сильного зенитного огня самолёт майора Шумейко взорвался и сгорел в воздухе. Экипаж (командир майор Шумейко, штурман лейтенант А. П. Глинка, воздушный стрелок-радист старшина А. С. Ерёмин, воздушный стрелок старшина Ф. Ф. Кошлич) погиб.

## Награды
- Медаль «Золотая Звезда» (посмертно, указ Президиума Верховного Совета СССР от 2 августа 1944 года)[2];
- орден Ленина (02.08.1944);
- орден Красного Знамени (17.08.1943)[1].
- медаль «За оборону Кавказа»

Список личного состава 12 бомбардировочного авиационного полка — участников обороны Кавказа , на листе 11 под № 178 майор Шумейко А. А.
Акт от 8 июня 1945 года вручения медали «За оборону Кавказа» личному составу 12 бомбардировочного авиационного полка (1 лист), на листе 2 под № 107 майор Шумейко А. А.
Комментарий по награждению медалью «За оборону Кавказа»:
В связи с тем, что официальное признание Шумейко А. А. погибшим состоялось только 26 марта 1947 года приказом Главного управления кадров Вооруженных Сил СССР № 0682, до указанной даты майор Шумейко А. А. из списков личного состава Вооруженных Сил СССР не исключался. В связи с этим представляется объяснимой выдача 8 июня 1945 года (через год после фактической гибели экипажа майора Шумейко А. А.) медалей «За оборону Кавказа» на майора Шумейко А. А. и членов его экипажа.

## Память

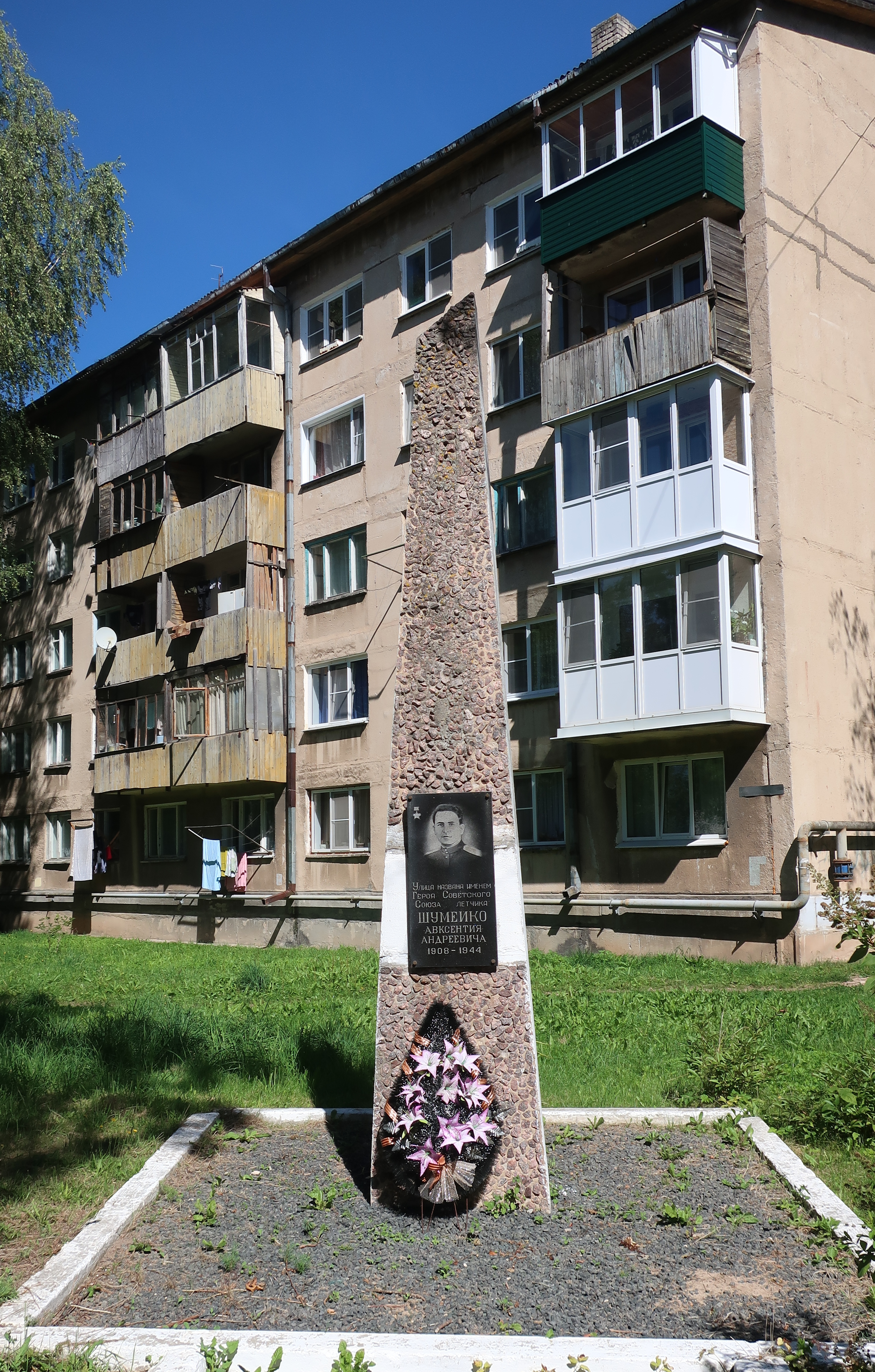
Памятная стела на улице имени Шумейко (авиагарнизон Остров-2)

- Именем Шумейко названа улица в городе Остров Псковской области
- Экспозиция, посвященная жизни и подвигу А. А. Шумейко, находится в краеведческом музее гимназии Острова, в комнате боевой славы 12-го бомбардировочного авиационного полка